# Suran (underdistrikt i Aleppo)
Suran, formellt Nahiyat Suran (arabiska: ناحية صوران), är ett underdistrikt (nahiya) i Syrien. Det ligger i provinsen Aleppo, i den norra delen av landet, 400 km norr om huvudstaden Damaskus.